# Jan Piechulek
Jan Stefan Piechulek (ur. 26 grudnia 1872 w Starym Koźlu, zm. 10 sierpnia 1944 w Katowicach) – polski polityk i działacz samorządowy, dziennikarz, poseł na Sejm RP III kadencji (1930–1935).

## Życiorys
Urodził się 26 grudnia 1872 roku w Starym Koźlu, w rodzinie Franciszka i Emilii z Klipperów. Uczęszczał do gimnazjów w Koźlu i Raciborzu, w 1894 roku zdając egzamin maturalny. Następnie studiował teologię katolicką, filozofię i chemię we Wrocławiu (1894–1897) oraz prawo i ekonomię w Berlinie (do 1902 roku). Podczas studiów we Wrocławiu należał do Ligi Narodowej oraz „Sokoła”. Po zakończeniu studiów zajął się dziennikarstwem – jeszcze w 1901 roku podjął pracę w redakcji „Katolika”, a następnie współtworzył i współredagował czasopisma „Górnoślązak” (1903–1904) oraz „Głos Zagłębia” (1905–1906). Brał również udział w przedsięwzięciach ekonomicznych i handlowych (Bank Ziemski w Bytomiu, Towarzystwo „Eksport Śląski” w Katowicach). W latach 1915–1918 został powołany do armii niemieckiej.
16 czerwca 1917 roku ożenił się z Emilią Sperling, małżeństwo było bezdzietne. Po zakończeniu I wojny światowej zaangażował się w akcję plebiscytową na Górnym Śląsku. Osiadł w Katowicach, gdzie pełnił funkcję dyrektora Banku Ziemskiego. Zaangażował się w działalność polityczną – jako działacz chrześcijańskiej demokracji był wybierany do katowickiej Rady Miasta, której był wieloletnim przewodniczącym (1924–1933), a w latach 1930–1935 był posłem na Sejm III kadencji II Rzeczypospolitej Polskiej. Po utworzeniu w 1937 roku Stronnictwa Pracy został jego pierwszym katowickim prezesem.
Angażował się również w działalność społeczną – był członkiem m.in. takich organizacji jak Liga Obrony Powietrznej i Przeciwgazowej, Liga Morska i Rzeczna, Towarzystwo Czytelni Ludowych (członek zarządu okręgu), Towarzystwo Przyjaciół Teatru Polskiego oraz Bractwo Kurkowe (prezes okręgu). O 1924 roku był członkiem Państwowej Rady Kolejowej. Za swą działalność został odznaczony Odznaką Plebiscytową.
Po wybuchu II wojny światowej przedostał się do Rumunii, a następnie Szwajcarii i Francji. W 1944 roku powrócił do Katowic, gdzie zmarł. Został pochowany na katolickim cmentarzu przy ul. Francuskiej.

## Ordery i odznaczenia
- Złoty Krzyż Zasługi (11 listopada 1937)[2]